# Поэй, Фелипе
Фелипе Поэй-и-Алой (исп. Felipe Poey y Aloy; 26 мая 1799 — 28 января 1891) — кубинский естествоиспытатель, зоолог, географ. Основоположник зоологических исследований на Кубе.

## Биография
Поэй-и-Алой родился в Гаване в семье французско-испанского происхождения. Он провел несколько лет (1804—1807) своей жизни в По во Франции, где впервые столкнулся с учением натуралиста Жоржа Кювье, затем изучал право в Мадриде. Он стал юристом в Испании, но был вынужден уехать из-за своих либеральных идей и вернулся на Кубу в 1823 году.
Он начал концентрироваться на изучении естественных наук и в 1825 году отправился во Францию со своей женой. Там он писал о кубинских бабочках и приобретал знания о рыбах, а позже снабжал Жоржа Кювье и Валансьена образцами рыб с Кубы. Он принял участие в основании в 1832 году Общества энтомологии Франции.
В 1833 году Поэй вернулся на Кубу, где в 1839 году основал Музей естественной истории. В 1842 году он стал первым профессором на основанной им кафедре зоологии и сравнительной анатомии в Гаванском университете. Он также принимал участие в создании Академии наук (естественных, физических и медицинских) Гаваны в 1861 году и был президентом Антропологического общества на Кубе.
Среди его работ: «Компиляция по географии острова Куба», «Трактат по минералогии», «Всеобщая география», «Заметки по естественной истории острова Куба» (1851—1858), «Кубинская ихтиология». Труд Поэй-и-Алоя «Кубинская ихтиология» был подготовлен к опубликованию Кубинской академией наук после революции 1959 года.
Куба отметила 175-летие со дня рождения Поэя выпуском серии из шести марок и почтового листа в 1974 году. Страна отметила и 200-летие со дня его рождения выпуском серии из четырёх иллюстрированных марок с изображением рыб в 1999 году.

## Избранные труды
- Centurie de Lepidoptere de L’Ile de Cuba (Paris, 1832)
- Compilation of Geography of the Island of Cuba (1836)
- Curso de zoología, profesado en la Real Universidad de la Habana (Havana, 1843)
- Memories on the Natural History of the Island of Cuba (1851 и 1856—1858)
- Historia Natural de la Isla de Cuba (2 тома, 1860)
- Poissons de l'île de Cuba (1874)
- Ictiologia Cubana, 20-томный труд о рыбах Кубы.
- Enumeratio piscium Cubensium (1875—1876)